# The Murderous Mistake
The Murderous Mistake ist eine Rockband aus Bad Waldsee bei Ravensburg.

## Bandgeschichte
Die Formation wurde 1993 von Dominik Bollivo (Gitarre), Markus Iselt (Bass), Silvia Münster (Hintergrundgesang) und Heiko Münster (Gesang) gegründet. Nach sieben Monaten erschien ihr in Eigenregie produziertes und vermarktetes Debüt Golden Age. In den Jahren 1999 bis 2001 stießen Soundtechniker Peter Torresin und Keyboarder Woldemar Schemitow dazu. Der Bassist Markus Iselt wurde im Jahre 2000 von Stephanie Gärtner ersetzt. Der Gitarrist Conny Schmidt-Leistner verstärkte die Formation in den Jahren 2004 bis 2008.

## Musikstil
Charakteristisch ist die musikalische Verschmelzung elektronischer Stilrichtungen mit teilweise starker Rhythmusgitarrenbegleitung. Auf den ersten beiden Werken Golden Age und Access Denied verknüpften The Murderous Mistake ihren Stil zunächst vorwiegend mit Elementen der Electro-Wave- und Gothic-Musik der späten 1980er Jahre. Für die nachfolgenden Alben griff die Band verstärkt auf Techno-/Trance-Elemente und stellenweise EBM-Sequenzen zurück (etwa in Manifest) und näherte sich gleichzeitig durch den mehrfachen Einsatz deutschsprachiger Texte der Neuen Deutschen Härte an. Manifest wurde musikalisch und textlich mit Rammstein, Umbra et Imago und Unheilig verglichen.

## Veröffentlichungen
- 1994: Golden Age
- 2001: Access Denied
- 2007: Undefined
- 2008: Heimspiel: Handballmanager 2008 (Soundtrack)
- 2009: Manifest
- 2011: The Best of 1993-2011
- 2013: Re/Load

## Erfolgreichstes Lied
Erfolgreichstes Lied der Band war bislang der Titel Totentanz, der 2009 auf dem Album Manifest erschien. Totentanz wurde insgesamt mehr als 250.000 Mal gepresst und ist fester Bestandteil der Playlisten deutscher Diskotheken und Radios im Umfeld der Schwarzen Szene geworden. Das Stück wurde auf dem Zillo-Sampler 05/2009, Extreme Clubhits XII, Orkus-Sampler 08/2009 und dem DarkSpy-Sampler 11/2009 veröffentlicht.